# Recinte emmurallat de Manresa
El Recinte emmurallat de Manresa és una obra del municipi de Manresa (Bages) declarada bé cultural d'interès nacional.

## Descripció
De les muralles, en queden poques restes visibles. Alguns edificis del carrer Arbonés i plaça Montserrat aprofiten la muralla que recorre el cingle que voreja el llit del Cardener, com a fonament de la façana i encara es poden veure algunes filades de pedra a la part baixa de les cases. Pel cantó del pati de l'escola es veu un pany de mur d'uns 16 metres de llarg, 1 metre d'ample i 1,5 d'alt, que per una banda continua pel costat del passeig del Riu, i per l'altre, el seu traçat original anava per sota del pati de l'escola en direcció a l'actual carrer de la Muralla de Sant Francesc. Al cingle del Torrent de Sant Ignasi es conserven alguns panys de l'antic mur sota els actuals jutjats.

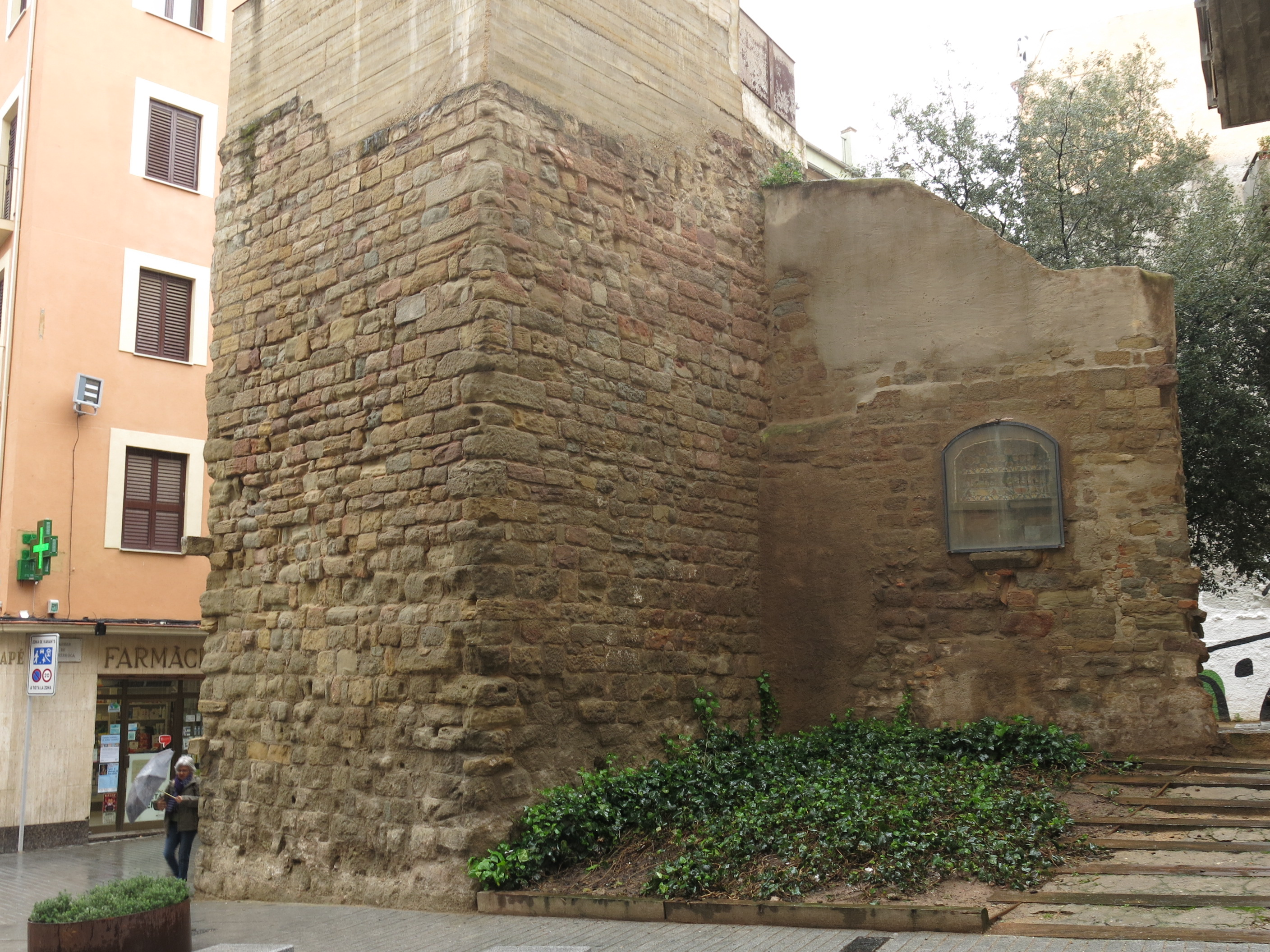
Torre del portal de Sobrerroca i tram de la muralla, des del carrer del Joc de la Pilota.jpg

Les restes de la muralla del Carme corresponen a una reconstrucció de finals del segle xix. És un mur construït amb carreus de pedra arenisca, la mida dels quals disminueix en altura. La part més antiga és la que resta amagada pel mercat. El pany de muralla del Carme fa uns 13 metres de llarg i 10 d'alçada. Es va aixecar quan es va enderrocar part de la muralla original inclosa en una torre, possiblement es van recuperar els materials i el nou traçat obligà a construir el mur com a contenció del pati de la caserna.
A les vessants de migdia i llevant del Puig Cardener es conserven fragments, com una porta adovellada, datables del segle xiv. El parament més ben conservat és visible al carrer de l'Apotecari, on també es pot observar una portella adovellada. També a la plaça Europa es veuen uns grans contraforts.
Solament es conserva una torre visible corresponent a una de les del portal de Sobrerroca. Aquesta va ser descoberta l'any 1966 quan es va enderrocar la casa que la cobria. És de planta quadrada, fa uns 10 metres d'alçada i està adossada a un edifici. Es conserva també algunes fileres de pedres d'una de les torres de l'antic Portal del Cuireria, conservades al parament de la casa que avui ocupa el seu lloc.

## Història
Manresa va tenir diversos recintes de muralles que s'anaren expandint a mesura que la ciutat va créixer. El primer recinte, és dels segles x i xi, tancava el Puig Cardener (on després es va construir la Seu); Entre els segles xii i xiii es va construir un recinte de muralles, conegut com el Mur Vell, que, a més a més del Puig Cardener, protegia els barris nascuts al voltant de Sant Miquel i del Mercadal.
Al segle xiv, les muralles estaven en males condicions, la població havia crescut fora de la muralla i existia la por d'atac de les Companyies Blanques, grups de mercenaris europeus, per això, entre 1362 i 1383, es construí un altre recinte emmurallat: es referen les anteriors muralles i s'amplià el nucli emmurallat, empalmant amb els murs anteriors, sortia del convent dels Predicadors i seguiria les línies dels actuals carrers de Sant Domènec i Muralla de Sant Francesc i seguiria en direcció al Passeig del Riu fins a empalmar amb la línia de cinglera del carrer Arbonés.
Finalment, al segle xvi, es va fer un circuit que Al llarg del segle xix, les muralles van ser fetes i desfetes diverses vegades. Finalment, l'any 1877, s'autoritzà l'enderrocament.